# While You Were Sleeping
While You Were Sleeping er en sydkoreansk tv-drama/serie fra 2017 på 32 episoder. Hovedrollerne spilles af henholdsvis Bae Suzy (Nam Hong-joo) og Lee Jong-suk (Jung Jae-chan).